# ジョン・ル・カレ
ジョン・ル・カレことデビッド・ジョン・ムーア・コーンウェル（David John Moore Cornwell a.k.a. John le Carré [ləˈkæreɪ] lə-KARR-ay)、1931年10月19日 - 2020年12月12日）は、イギリス、ドーセットのプール出身の小説家。スパイ小説で知られている。

## 概要

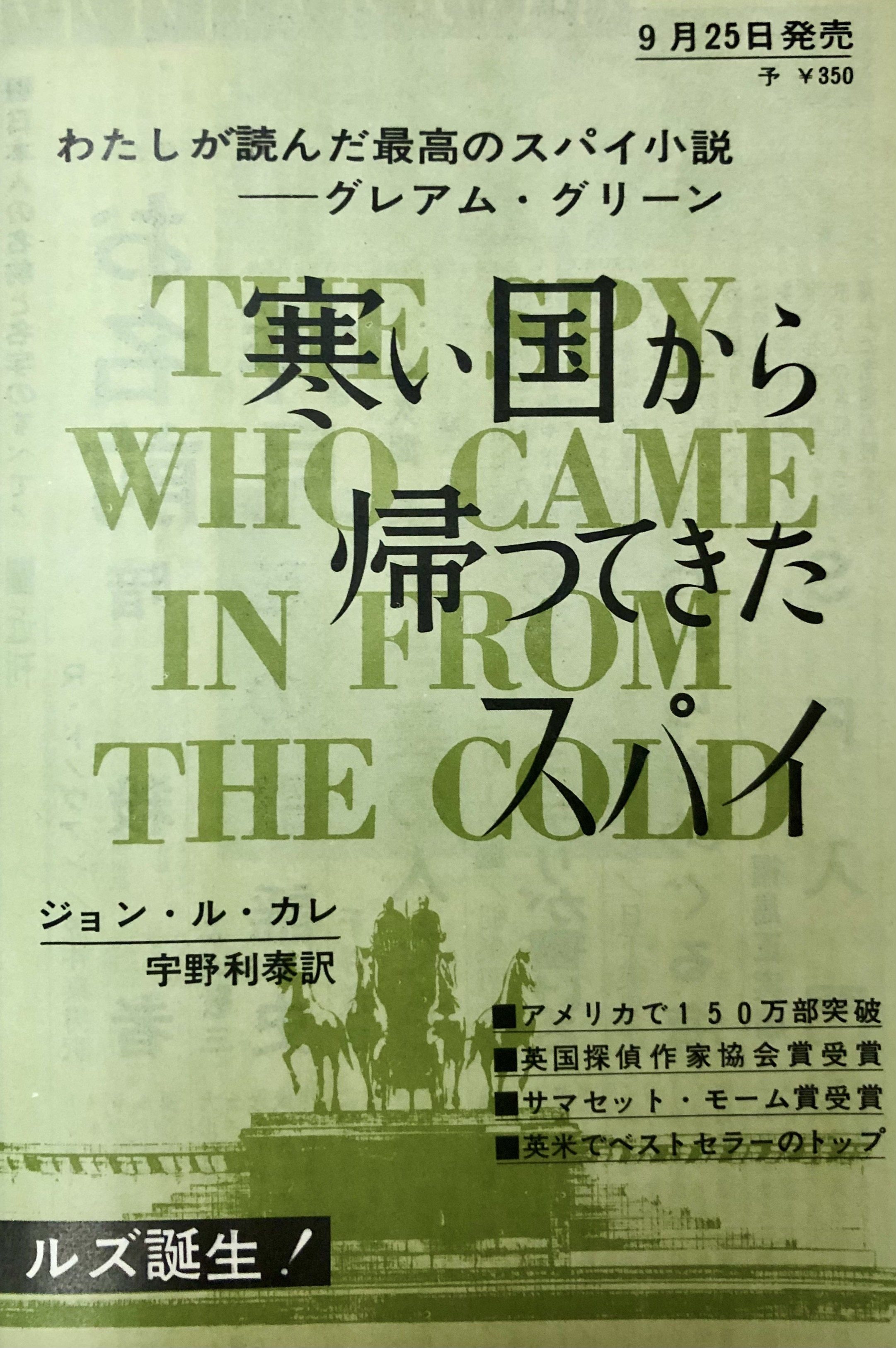
『寒い国から帰ってきたスパイ』の広告。『S-Fマガジン』1964年11月号に掲載されたもの。

スイスのベルン大学とオックスフォード大学のリンカーン・カレッジで学び、イートン校で2年間教鞭を取る。その後外務・英連邦省に入り、1956年にMI5の下級職員となった。1960年にMI6への転属願いを出す。1961年春にちょうどMI6の新人訓練を終える頃、イギリスの諜報員でソ連の二重スパイだったジョージ・ブレイク逮捕の知らせが入る。主に西ドイツ（在ボン大使館、在ハンブルク領事館）で働いた。
外交官として働く傍ら、その経験を元に小説を書き始め、1961年（29歳）のとき発表した『死者にかかってきた電話』で小説家としてデビュー。
1963年9月、『寒い国から帰ってきたスパイ』を出版。同作品は出版前に3回も増刷され、かつパラマウント映画から映画化のオファーを受けた。エドガー賞 長編賞を受賞し、世界的に評価を得る。
ル・カレの作品の多くは、初老のMI6（作中では「ザ・サーカス」の別名で呼ばれる）幹部「ジョージ・スマイリー」が登場し、その中でもスマイリーを主人公としたものは1960年代では『死者にかかってきた電話』『高貴なる殺人』、1970年代では『ティンカー、テイラー、ソルジャー、スパイ』『スクールボーイ閣下』『スマイリーと仲間たち』の合計5作である。特に1970年代に発表した長編3作は全てスマイリーを主人公としており、日本ではその3作を「スマイリー三部作」と呼ぶ。
その後もスパイものを中心に作品を発表しており、各国語に翻訳されて世界各国で発売されている。映画化やテレビドラマ化された作品も多い。
2015年11月、本人への長時間インタビューと資料にもとづいた伝記『John le Carré: The Biography』が出版される（日本語訳は2018年5月に『ジョン・ル・カレ伝』上下巻として刊行された）。
2016年9月、回顧録『The Pigeon Tunnel: Stories from My Life』を著した（日本語訳は2017年3月に『地下道の鳩―ジョン・ル・カレ回想録』として刊行された）。
2020年12月12日、肺炎のため、トゥルーロの王立コーンウォール病院で死去した。89歳没。

## 私生活
1954年、アリソン・アン・ヴェロニカ・シャープと結婚。3人の息子をもうけるが、1971年に離婚。1972年、ホッダー&ストートンの編集者のヴァレリー・ジェーン・ユースタスと結婚した。同年に生まれたニコラス・コーンウェルはニック・ハーカウェイの名で作家となった。ル・カレはタイプが打てなかったため、妻が原稿のタイプ打ちを行っていた。
ル・カレ死後の2021年2月27日、妻のヴァレリーが死去。同年4月1日、BBCのル・カレのドキュメンタリー番組の予告編が放送され、その中で息子のニック・ハーカウェイが、ル・カレが生前にアイルランド国籍を取得していたことを明らかにした。イギリスの欧州連合離脱に対する抗議が理由とされている。英国では二重国籍が認められている。

## 主な著作
| #  | 邦題                                     | 原題                                   | 刊行年 | 刊行年月                       | 訳者               | 出版社                            | 備考                   |
| -- | ---------------------------------------- | -------------------------------------- | ------ | ------------------------------ | ------------------ | --------------------------------- | ---------------------- |
| 1  | 死者にかかってきた電話                   | Call for the Dead                      | 1961年 | 1965年 1978年11月              | 宇野利泰           | ハヤカワノヴェルズ ハヤカワ文庫   | スマイリー五部作       |
| 2  | 高貴なる殺人                             | A Murder of Quality                    | 1962年 | 1966年 1979年12月              | 宇野利泰           | ハヤカワノヴェルズ ハヤカワ文庫   | スマイリー五部作       |
| 3  | 寒い国から帰ってきたスパイ               | The Spy Who Came in from the Cold      | 1963年 | 1964年9月 1978年5月            | 宇野利泰           | ハヤカワノヴェルズ ハヤカワ文庫   | スマイリーは脇役       |
| 4  | 鏡の国の戦争                             | The Looking-Glass War                  | 1965年 | 1965年 1980年6月               | 宇野利泰           | ハヤカワノヴェルズ ハヤカワ文庫   | スマイリーは脇役       |
| 5  | ドイツの小さな町                         | A Small Town in Germany                | 1968年 | 1970年 1990年3月               | 宇野利泰           | ハヤカワノヴェルズ ハヤカワ文庫   |                        |
| 6  | 未訳                                     | The Naive and Sentimental Lover        | 1971年 |                                |                    |                                   |                        |
| 7  | ティンカー、テイラー、ソルジャー、スパイ | Tinker, Tailor, Soldier, Spy           | 1974年 | 1975年5月 1986年11月 2012年3月 | 菊池光 村上博基    | ハヤカワノヴェルズ ハヤカワ文庫   | スマイリー五部作       |
| 8  | スクールボーイ閣下                       | The Honourable Schoolboy               | 1977年 | 1979年7月 1987年1月            | 村上博基           | ハヤカワノヴェルズ ハヤカワ文庫   | スマイリー五部作       |
| 9  | スマイリーと仲間たち                     | Smiley's People                        | 1979年 | 1981年5月 1987年4月            | 村上博基           | ハヤカワノヴェルズ ハヤカワ文庫   | スマイリー五部作       |
| 10 | リトル・ドラマー・ガール                 | The Little Drummer Girl                | 1983年 | 1983年11月 1991年12月          | 村上博基           | ハヤカワノヴェルズ ハヤカワ文庫   |                        |
| 11 | パーフェクト・スパイ                     | A Perfect Spy                          | 1986年 | 1987年4月 1994年7月            | 村上博基           | ハヤカワ・ノヴェルズ ハヤカワ文庫 |                        |
| 12 | ロシア・ハウス                           | The Russian House                      | 1989年 | 1990年4月 1996年4月            | 村上博基           | ハヤカワ・ノヴェルズ ハヤカワ文庫 |                        |
| 13 | 影の巡礼者                               | The Secret Pilgrim                     | 1990年 | 1991年 1997年8月               | 村上博基           | ハヤカワ・ノヴェルズ ハヤカワ文庫 | スマイリー最終章       |
| 14 | ナイト・マネジャー                       | The Night Manager                      | 1993年 | 1994年7月 1998年6月            | 村上博基           | ハヤカワ・ノヴェルズ ハヤカワ文庫 |                        |
| 15 | われらのゲーム                           | Our Game                               | 1996年 | 1996年5月 1999年6月            | 村上博基           | ハヤカワ・ノヴェルズ ハヤカワ文庫 |                        |
| 16 | パナマの仕立屋                           | The Tailor of Panama                   | 1997年 | 1999年10月 2024年7月           | 田口俊樹           | 集英社 ハヤカワ文庫               |                        |
| 17 | シングル&シングル                        | Single and Single                      | 1999年 | 2000年12月                     | 田口俊樹           | 集英社                            |                        |
| 18 | ナイロビの蜂                             | The Constant Gardener                  | 2001年 | 2003年12月 2024年8月           | 加賀山卓朗         | 集英社文庫 ハヤカワ文庫           |                        |
| 19 | サラマンダーは炎のなかに 終生の友として  | Absolute Friends                       | 2003年 | 2008年11月 2025年5月           | 加賀山卓朗         | 光文社文庫 ハヤカワ文庫           |                        |
| 20 | ミッション・ソング                       | The Mission Song                       | 2006年 | 2011年12月 2025年8月           | 加賀山卓朗         | 光文社文庫 ハヤカワ文庫           |                        |
| 21 | 誰よりも狙われた男                       | A Most Wanted Man                      | 2008年 | 2013年12月 2014年9月           | 加賀山卓朗         | ハヤカワ・ノヴェルズ ハヤカワ文庫 |                        |
| 22 | われらが背きし者                         | Our Kind Of Traitor                    | 2010年 | 2012年11月 2016年10月          | 上岡伸雄・上杉隼人 | 岩波書店 岩波現代文庫             |                        |
| 23 | 繊細な真実                               | A Delicate Truth                       | 2013年 | 2014年11月 2016年9月           | 加賀山卓朗         | ハヤカワ・ノヴェルズ ハヤカワ文庫 |                        |
| 24 | 地下道の鳩―ジョン・ル・カレ回想録        | The Pigeon Tunnel                      | 2016年 | 2017年3月 2018年10月           | 加賀山卓朗         | 早川書房 ハヤカワ文庫             |                        |
| 25 | スパイたちの遺産                         | A Legacy of Spies                      | 2017年 | 2017年11月 2019年11月          | 加賀山卓朗         | 早川書房 ハヤカワ文庫             | スマイリー復活脇役     |
| 26 | スパイはいまも謀略の地に                 | Agent Running in the Field             | 2019年 | 2020年7月 2023年2月            | 加賀山卓朗         | 早川書房 ハヤカワ文庫             |                        |
| 27 | シルバービュー荘にて                     | Silverview                             | 2021年 | 2021年12月 2024年6月           | 加賀山卓朗         | 早川書房 ハヤカワ文庫             | 遺作                   |
| 28 | 未訳                                     | The Letters of John le Carré 1945–2020 | 2022年 |                                |                    |                                   | Tim Cornwell編の書簡集 |

## 映像化

### 映画
- 寒い国から帰ったスパイ（1965年） - 『寒い国から帰ってきたスパイ』の映画化。マーティン・リット監督。
- 恐怖との遭遇（1966年） - 『死者にかかってきた電話』の映画化。シドニー・ルメット監督。
- 鏡の国の戦争（1968年） - フランク・ピアソン監督。
- リトル・ドラマー・ガール（1984年） - ジョージ・ロイ・ヒル監督、ル・カレ共同脚本。
- ロシア・ハウス（1990年） - フレッド・スケピシ監督。
- テイラー・オブ・パナマ（2001年） - 『パナマの仕立屋』の映画化。ジョン・ブアマン監督、ル・カレ共同脚本。
- ナイロビの蜂（2005年） - フェルナンド・メイレレス監督、ル・カレ脚本監修。
- 裏切りのサーカス（2011年） - 『ティンカー、テイラー、ソルジャー、スパイ』の映画化。 トーマス・アルフレッドソン監督。
- 誰よりも狙われた男（2014年） - アントン・コービン監督。本人がカメオ出演している。
- われらが背きし者（2016年） - スザンナ・ホワイト（英語版）監督。

### テレビドラマ
- 『ティンカー、テイラー、ソルジャー、スパイ』（1979年） - BBC ミニシリーズ
- 『スマイリーと仲間たち』（1982年） - BBC ミニシリーズ
- 『パーフェクト・スパイ』（1987年） - BBC ミニシリーズ
- 『高貴なる殺人』（1991年） - ITV テレビ映画
- 『ナイト・マネジャー』（2016年） - BBC ミニシリーズ
- 『リトル・ドラマー・ガール 愛を演じるスパイ』（2018年） - BBC ミニシリーズ